# サフワン・バハルディン
ムハンマド・サフワン・ビン・バハルディン（Muhammad Safuwan bin Baharudin、1991年9月22日 - ）は、シンガポールのサッカー選手。シンガポール代表。現在、マレーシア・スーパーリーグのセランゴールFCに所属している。ポジションはCBあるいはMF。2015年には同国選手として初めてオーストラリアに移籍した。

## 概要
技術があり、試合の動向を読みながらボールを扱うディフェンダーであるが、他方で得点力もある選手である。元々センターバックであったが、守備的ミッドフィールダーやフォワードとしても活躍する事の出来る、貢献度や推進力の高い選手である。

## クラブ歴

### 早年
工芸教育学院時代にストライカーとしてサッカーを始め、シンガポール国立フットボールアカデミーにはミッドフィールダーとして在籍した。U-17時代の監督である、サリム・モインは彼をセンターバックにコンバートした。

### ヤング・ライオンズ
2009年7月にはSリーグに所属するヤング・ライオンズに昇格しプロとなった。
2010年9月7日の北京国安サテライト戦でピッチ上の乱闘に参加したうちの一人である。これによって、シンガポールサッカー協会から8ヶ月の出場停止及び2000シンガポール・ドルの支払いを命じられた。

### シンガポール・ライオンズXII

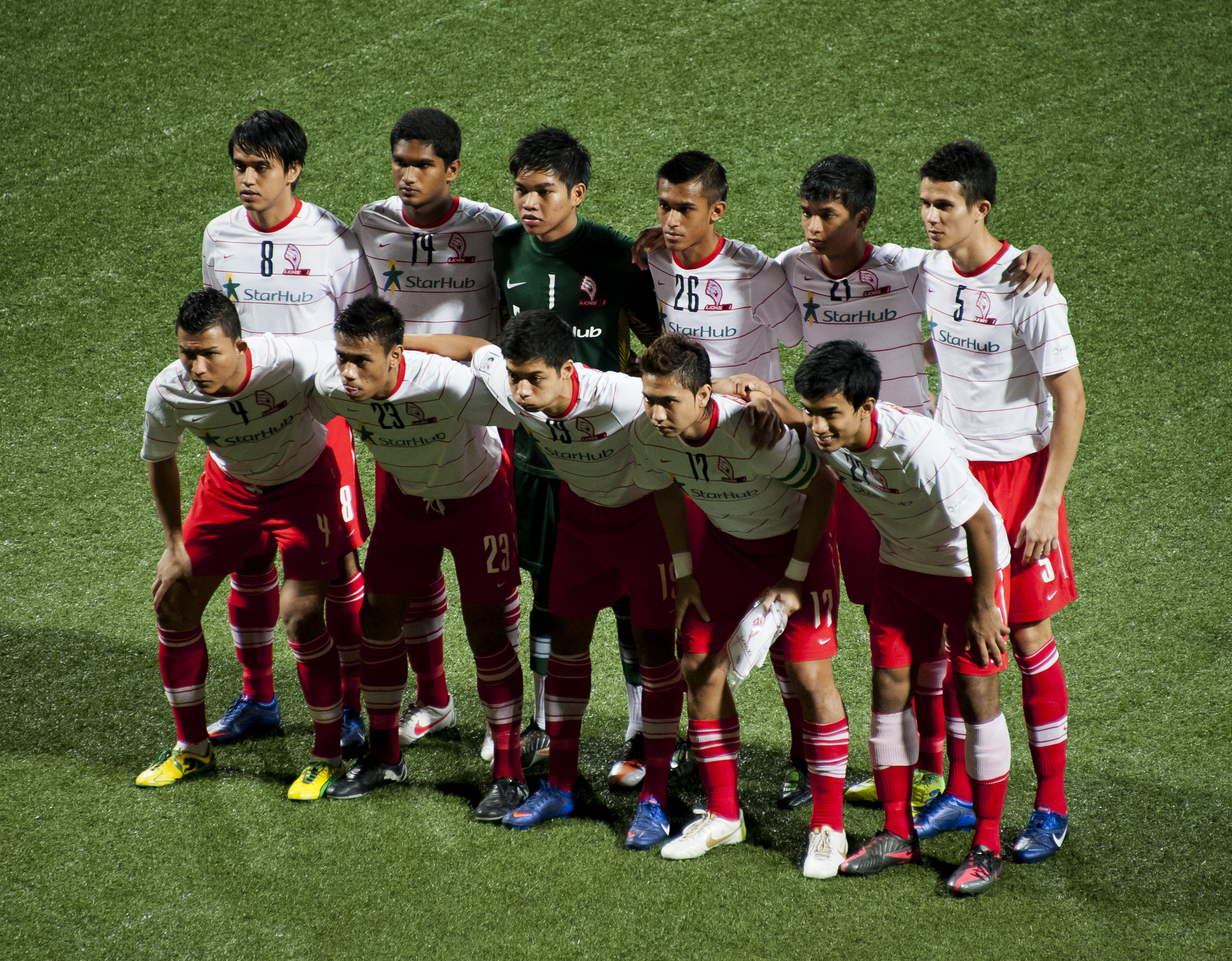
2012年1月17日に行われたクアラルンプールFA戦のスターティングイレブンに選抜されたサフワン

2011年12月、シンガポールサッカー協会は翌年新たに結成されるシンガポール・ライオンズXIIに彼が加入する事を発表した。初年度を2位で終える好成績を残した。
2013シーズンもバイハッキ・カイザンと共に中央のディフェンスに対する理解に聡かったのが奏功して同チームの優勝に貢献し、同リーグの最優秀防禦記録を取った。彼自身は26試合に出場し、5得点を獲得している。このシーズン中にはタイやインドネシア、そしてTチームFCのようなマレーシアのライバルチームからもオファーがあったものの、これらのチームとは契約せず、11月にシンガポール・ライオンズXIIとの契約を2年更新した。また、同年にはザ・ストレーツ・タイムズ誌の年間最優秀アスリート賞に選出された。
相方であったバイハッキが2014年に同チームを離れると、アフィク・ユノスとのコンビとなった。そこで彼は中盤や攻撃の役割も担う、推進力の高さも魅せるようになった。彼のパフォーマンスが上がる他方でチームの得点力が落ちて行くと、監督のファンディ・アマドは彼をフォワードとして起用するようにもなった。ストライカーのカイルル・アムリの後ろという中盤のポジションでの起用は3月15日のサラワクFA戦から始まった。25日のスーパーリーグ第5戦では、ペラFAから初得点を挙げた。2得点目はその4日後に行われたTチームFC戦でこの試合は1-1の引き分けに終わった。3得点目は4月5日のサイム・ダービーFC戦でシャーフィク・ガニのクロスからの得点であった。

### メルボルン・シティFC
2015年1月29日、Aリーグに所属するメルボルン・シティFCへの3か月のレンタル移籍が発表された。
この契約は2015年1月10日から19日にかけてメルボルン・シティFCがアブダビで行ったトレーニングキャンプでの彼の傑出したパフォーマンスによって得られたものであった。彼はシンガポールサッカー協会の支援もあって自身の可能性を発展させるために参加していた。センターバックとして好パフォーマンスを見せたこともありアブダビで行われた2つの親善試合に出場した。これらの試合ではかつてのユヴェントスFCのストライカーであるミルコ・ヴチニッチのような有名選手と競りあうこととなった。2試合目は控えとしての出場であり、ウクライナ・プレミアリーグのFCドニプロとの対戦であった。この試合は1-1の引き分けに終わった。
メルボルン・シティFCでのデビューは2015年2月7日のメルボルン・ヴィクトリーFCとのメルボルン・ダービーであった。初得点は27日のアデレード・ユナイテッドFCであった。2得点目は2週間後に行われたウェスタン・シドニー・ワンダラーズFC戦で、この得点によって1点のビハインドを相手に与えたものの守りきることが出来ず、3-2の敗北を喫した。
ウェリントン・フェニックスFCとの試合では背骨を怪我したため、完全移籍の噂が既に囁かれていたもののレンタル移籍の延長は更新されなかった。
2015年7月にはJリーグに所属する横浜F・マリノスがシーズン終わりまでのレンタル移籍に興味を示している事が知らされた。海外移籍についても積極的であった彼であるが、短期間の契約である事から拒否し、このレンタル移籍は実現しなかった。

### PDRM FA
2016年、マレーシア・スーパーリーグのPDRM FAに移籍した。

### パハンFA
2018年、パハンFAに移籍した。

### セランゴールFC
2019年、セランゴールFCに移籍した。

## 代表歴

### アンダー世代
2009年と2013年にはU-23代表の一員として東南アジア競技大会での同国の銅メダル獲得に貢献した。

### A代表

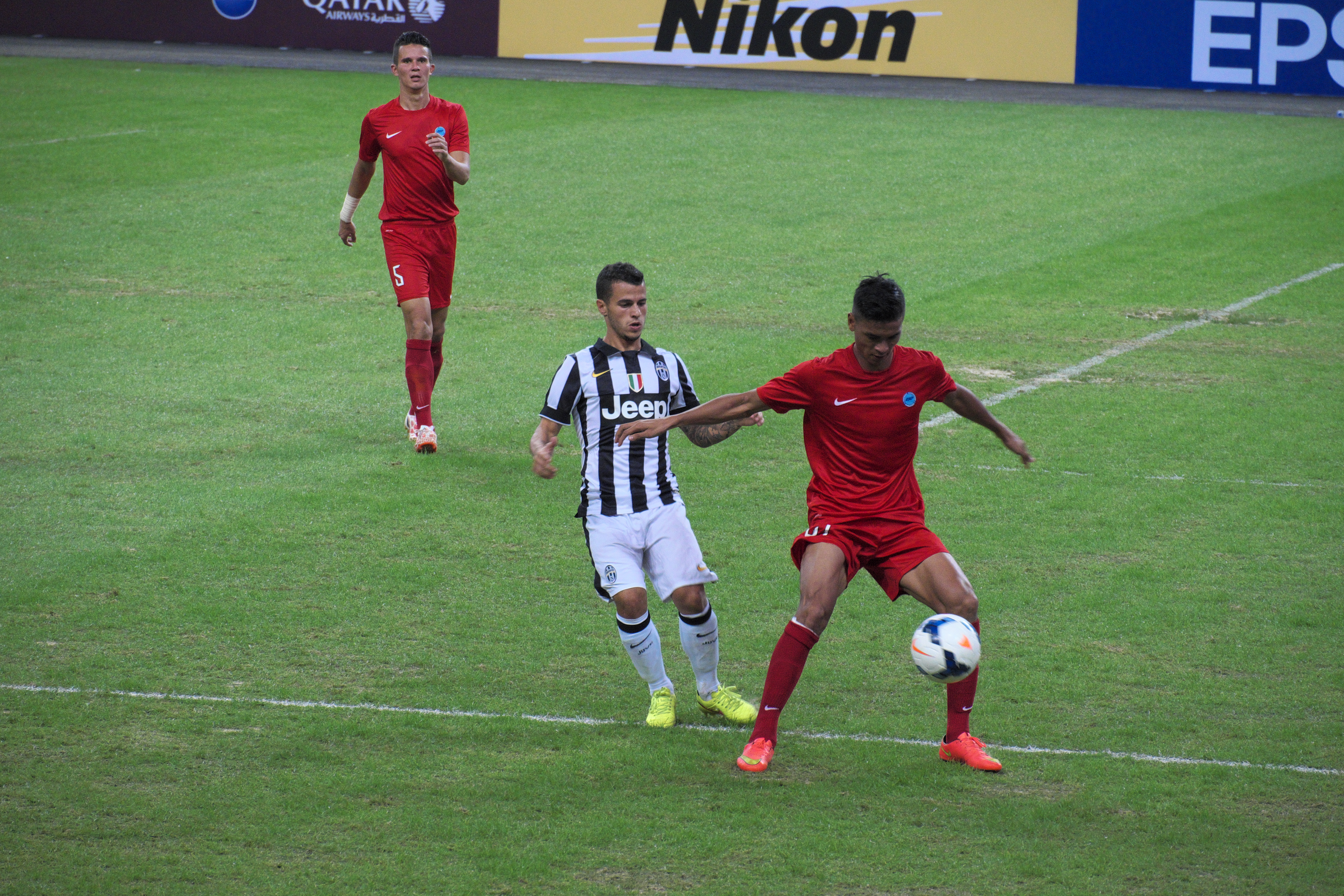
2014年8月16日に行われたプレシーズンの親善試合でユヴェントスFCのセバスティアン・ジョヴィンコからボールを守るサフワン

A代表でのデビューは18歳の時であり、2010年1月17日に行われたキングスカップでのタイ代表戦であった。
2012 AFFスズキカップでは同国の優勝に貢献した。ダニエル・ベネットが次第に代表出場を減らしてきたのも相俟ってバイハッキ・カイザンとのペアでの出場が多くなった。
代表監督のベルンド・シュタンゲは彼の適正ポジションについて守備的ミッドフィールダーであると述べており、より詳細には「ハードワークも相俟って、彼は優秀な守備的ミッドフィールダーになりうるだろう。ディフェンダーの前に配置する事で、彼は自らの持つ全ての資質を出す事が出来る、スタミナや速さ、戦術理解、得点、素晴らしいヘディング能力のようなね。」と発言している。
代表とは少し異なるが、シンガポール・セレクションXIにも複数回選出されている。4試合全てに出場した彼は、アトレティコ・マドリード、ユヴェントスFCと対戦している他、シンガポール・ナショナルスタジアムで行われた2015年のプレミアリーグ・アジアトロフィーにも出場している。

## 個人成績

### クラブ
2015年2月7日現在
| 国内大会個人成績 | 国内大会個人成績 | 国内大会個人成績 | 国内大会個人成績 | 国内大会個人成績 | 国内大会個人成績 | 国内大会個人成績 | 国内大会個人成績 | 国内大会個人成績 | 国内大会個人成績 | 国内大会個人成績 | 国内大会個人成績 |
| 年度             | クラブ           | 背番号           | リーグ           | リーグ戦         | リーグ戦         | リーグ杯         | リーグ杯         | オープン杯       | オープン杯       | 期間通算         | 期間通算         |
| 年度             | クラブ           | 背番号           | リーグ           | 出場             | 得点             | 出場             | 得点             | 出場             | 得点             | 出場             | 得点             |
| シンガポール     | シンガポール     | シンガポール     | シンガポール     | リーグ戦         | リーグ戦         | リーグ杯         | リーグ杯         | シンガポール杯   | シンガポール杯   | 期間通算         | 期間通算         |
| ---------------- | ---------------- | ---------------- | ---------------- | ---------------- | ---------------- | ---------------- | ---------------- | ---------------- | ---------------- | ---------------- | ---------------- |
| 2009             | Yライオンズ      |                  | Sリーグ          | 15               | 1                | 0                | 0                | 0                | 0                | 15               | 1                |
| 2010             | Yライオンズ      |                  | Sリーグ          | 26               | 4                | 0                | 0                | 5                | 0                | 31               | 4                |
| 2011             | Yライオンズ      |                  | Sリーグ          | 16               | 4                | -                | -                | -                | -                | 16               | 4                |
| マレーシア       | マレーシア       | マレーシア       | マレーシア       | リーグ戦         | リーグ戦         | マレーシア杯     | マレーシア杯     | FA杯             | FA杯             | 期間通算         | 期間通算         |
| 2012             | ライオンズXII    | 21               | スーパー         | 13               | 3                | 4                | 1                | 2                | 0                | 19               | 4                |
| 2013             | ライオンズXII    | 21               | スーパー         | 18               | 3                | 7                | 2                | 1                | 0                | 27               | 5                |
| 2014             | ライオンズXII    | 21               | スーパー         | 17               | 4                | 0                | 0                | 2                | 1                | 19               | 5                |
| オーストラリア   | オーストラリア   | オーストラリア   | オーストラリア   | リーグ戦         | リーグ戦         | リーグ杯         | リーグ杯         | FFA杯            | FFA杯            | 期間通算         | 期間通算         |
| 2014-15          | メルボルンC      | 29               | Aリーグ          | 6                | 2                | -                | -                | -                | -                | 6                | 2                |
| マレーシア       | マレーシア       | マレーシア       | マレーシア       | リーグ戦         | リーグ戦         | マレーシア杯     | マレーシア杯     | FA杯             | FA杯             | 期間通算         | 期間通算         |
| 2015             | ライオンズXII    | 21               | スーパー         |                  |                  |                  |                  |                  |                  |                  |                  |
| 通算             | シンガポール     | シンガポール     | Sリーグ          | 57               | 9                | 0                | 0                | 5                | 0                | 62               | 9                |
| 通算             | マレーシア       | マレーシア       | スーパー         | 48               | 10               | 11               | 3                | 5                | 1                | 64               | 14               |
| 通算             | オーストラリア   | オーストラリア   | Aリーグ          | 6                | 2                | -                | -                | -                | -                | 6                | 2                |
| 総通算           | 総通算           | 総通算           | 総通算           | 111              | 21               | 11               | 3                | 10               | 1                | 132              | 25               |

### 代表
代表での得点一覧
| No | 日附           | 場所                                               | 対戦相手     | 得点 | 結果 | 大会                                   |
| -- | -------------- | -------------------------------------------------- | ------------ | ---- | ---- | -------------------------------------- |
| 1  | 2013年2月1日   | リファー・バーレーン・ナショナル・スタジアム       | バーレーン   | 2-1  | 3-1  | 親善試合                               |
| 2  | 2013年6月7日   | ビエンチャン・ニュー・ラオス・ナショナルスタジアム | ラオス       | 0–3  | 2–5  | 親善試合                               |
| 3  | 2014年11月17日 | シンガポール・イーシュン・スタジアム               | カンボジア   | 4–2  | 4–2  | 親善試合                               |
| 4  | 2015年6月11日  | プノンペン・プノンペン・オリンピックスタジアム     | カンボジア   | 0-2  | 0-4  | 2018 FIFAワールドカップ・アジア2次予選 |
| 5  | 2015年6月11日  | プノンペン・プノンペン・オリンピックスタジアム     | カンボジア   | 0-3  | 0-4  | 2018 FIFAワールドカップ・アジア2次予選 |
| 6  | 2015年11月17日 | シンガポール・イーシュン・スタジアム               | シリア       | 1–1  | 1–2  | 2018 FIFAワールドカップ・アジア2次予選 |
| 7  | 2016年9月1日   | シンガポール・シンガポール・ナショナルスタジアム   | バーレーン   | 1–1  | 1–3  | 親善試合                               |
| 8  | 2017年8月31日  | シンガポール・ジャラン・ベサール・スタジアム       | 香港         | 1–1  | 1–1  | 親善試合                               |
| 9  | 2018年11月21日 | シンガポール・シンガポール・ナショナルスタジアム   | 東ティモール | 1-0  | 6-1  | 2018 AFFスズキカップ                   |
| 10 | 2018年11月21日 | シンガポール・シンガポール・ナショナルスタジアム   | 東ティモール | 2-1  | 6-1  | 2018 AFFスズキカップ                   |
| 11 | 2018年11月21日 | シンガポール・シンガポール・ナショナルスタジアム   | 東ティモール | 6-1  | 6-1  | 2018 AFFスズキカップ                   |
| 12 | 2019年9月10日  | シンガポール・ジャラン・ベサール・スタジアム       | パレスチナ   | 2–1  | 2–1  | 2022 FIFAワールドカップ・アジア2次予選 |
| 13 | 2021年12月5日  | シンガポール・シンガポール・ナショナルスタジアム   | ミャンマー   | 1–0  | 3–0  | 2020 AFFスズキカップ                   |
| 14 | 2022年3月29日  | シンガポール・シンガポール・ナショナルスタジアム   | フィリピン   | 1–0  | 2–0  | 親善試合                               |

## タイトル

### クラブ
LionsXII
- マレーシア・スーパーリーグ: 2013
- ピアラFAマレーシア: 2015

パハンFA
- ピアラFAマレーシア: 2018

### 代表
シンガポール
- 東南アジアサッカー選手権: 2012
- 東南アジア競技大会

銅メダル: 2009, 2013

### 個人
- 2014シンガポール・スポーツ賞: 優秀賞
- 2013ゴール・シンガポール・フットボール賞: シンガポール年間最優秀選手
- ザ・ストレーツ・タイムズ年間最優秀アスリート: 2013
- Goal.com-Nike 2012 AFFスズキカップU-23最優秀選手
- Goal.com 2012 AFFスズキカップベストイレブン
- 2011Sリーグ市民選出賞
- 2015メルボルン・シティFC対アデレード・ユナイテッドFC戦マン・オブ・ザ・マッチ

## メディア

### FIFA 15
彼はシンガポール人選手として初めてFIFA 15に登場した。同作品内ではメルボルン・シティFCの選手としてセンターバックを務めている。